# Stato minimo

La Ronda di Notte di Rembrandt (1642), rappresentante la Compagnia di Milizia del II Distretto sotto il Comando del Capitano Frans Banninck Cocq. La milizia fungeva da guardia cittadina per la vigilanza interna e contro le aggressioni esterne.

Lo Stato minimo (chiamato anche Stato metronotte o minarchia) è quella forma di Stato che si limita a fornire il servizio di polizia e il funzionamento delle corti, per proteggere gli individui da aggressioni e risolvere i torti.  Al contrario dello Stato sociale, lo Stato minimo predilige il rispetto e la salvaguardia dell'iniziativa privata in opposizione a ogni tentativo di dirigismo statale. Il compito fondamentale non è quello di perseguire forme di eguaglianza sostanziale, ma di limitarsi unicamente a quelle di eguaglianza formale. Ne consegue l'idea di un apparato alleggerito, incentrato sulla tutela di pochi diritti essenziali e in grado di lasciare la massima libertà all'iniziativa dei singoli. Lo Stato minimo dovrebbe quindi, garantire i servizi relativi alla giustizia, al diritto e alla protezione.
Vi sono pareri contrastanti sulla necessità dell'intervento dello Stato nelle decisioni private. Alcuni sottolineano che esso è necessario per assicurare o correggere l'operare del mercato, altri invece vorrebbero limitare al massimo le funzioni dello Stato poiché prestano più fede al mercato piuttosto che all'autorità di un governo. Tutti comunque concordano su due funzioni minime che uno Stato dovrebbe svolgere e che configurano lo Stato minimale: 1) garantire l'esercizio della proprietà; e 2) assicurare il funzionamento del mercato. Coloro che sostengono lo Stato minimale argomentano questa conclusione con due motivazioni, una classica l'altra moderna.
L'argomentazione classica è quella dei più convinti sostenitori delle virtù del mercato, il cui funzionamento appare loro scevro da inefficienza o da importanti imperfezioni. Sono motivazioni per sostenere l'inutilità delle correzioni. L'argomentazione moderna ammette che il mercato produce imperfezioni che comportano costi sociali, ma si sostiene che anche l'autorità stessa dello Stato non è scevra da imperfezioni. Una motivazione che sostiene quindi l'inefficienza delle correzioni. Inutilità o inefficienza dell'autorità comportano entrambe che lo Stato minimale si limiti ai compiti minimi: attribuzione dei diritti, amministrazione della giustizia ed esercizio della difesa.

## Origine del termine
Il termine, "stato guardiano notturno" (tedesco: Nachtwächterstaat) è stato coniato dal socialista tedesco Ferdinand Lassalle in un discorso del 1862 a Berlino in cui ha criticato il governo liberale tedesco, paragonandolo a un guardiano notturno il cui unico compito era prevenire il furto.

## Stato liberale e Stato minimo
Differentemente dallo Stato minimo, nello Stato liberale è presente il potere legislativo che agisce sotto "il vincolo di leggi emanate da chi è stato autorizzato dal consenso e dall’elezione del popolo".